# أفراس البحر
أفراس البحر (الاسم العلمي: Hippocampinae) هي أسرة من الأسماك تتبع فصيلة زمارات البحر من رتبة زماريات البحر.

## أجناس أفراس البحر
- فرس البحر